# Thomas Rebensburg
Thomas Rebensburg (* 27. Juni 1958 in München) ist ein deutscher Komponist und Musiker.

## Leben und Wirken
Thomas Rebensburg besuchte das Gymnasium Tegernsee. Nach dem Abitur studierte Rebensburg Komposition und Dirigieren am Richard-Strauss-Konservatorium in München. Seinen Abschluss machte er 1983. Nach mehreren Kompositionspreisen in den Bereichen E und U wie dem Ernst-Fischer-Preis der GEMA-Stiftung (1982 und 1987) und dem Kompositionspreis für geistliche Chormusik im Jahr 1984 erhielt er 1989 den Bayerischen Staatspreis für Junge Künstler.
Zwischen 1987 und 1991 war er regelmäßig als Produzent, Komponist und Arrangeur beim Rundfunkorchester in Ost-Berlin tätig. 
Die 90er Jahre waren geprägt von intensiver Studioarbeit als Arrangeur und Komponist für nationale und internationale Künstler, aber auch von der Realisierung größerer Werkprojekte.
So entstand z. B. 1995 in einjähriger Arbeit das Multimedia-Oratorium De Fundatione (Buch: Michael Heim), das die Entstehungsgeschichte des Klosters Tegernsee zum Inhalt hat und zur 1250-Jahr-Feier der Stadt Tegernsee 1996 uraufgeführt wurde.
Mit der Gründung der AudioArts Musikproduktion im Jahre 1998, zusammen mit Peter Rixner, verlagerte sich sein musikalischer Schwerpunkt mehr und mehr in die Bereiche Songwriting und Werbung.
Seit 1993 ist Thomas Rebensburg außerdem Mitglied im Medienrat der Bayerischen Landeszentrale für Neue Medien in München. Seit Juni 2017 ist er dessen Schriftführer.
Im Jahr 2006 wurde er musikalischer Leiter der Weihnachtstournee Heilige Nacht mit Enrico de Paruta und blieb in dieser Position bis 2017.
Von 2013 bis 2017 war er als Arrangeur für den Starkbieranstich vom Nockherberg tätig.
Rebensburg ist mit der Moderatorin und Journalistin Petra Schwarzenberg verheiratet und hat zwei Kinder. Er ist der Onkel der Skirennläuferin Viktoria Rebensburg.

## Hauptwerke
- De Fundatione (Oratorium)
- Essentials (Streichquartett)
- Concerto Cantabile (Konzertstück für Orchester)
- Der vergängliche Mensch (Kantate)
- Messe in F (Chorwerk)
- De Adventu (Weihnachtsoratorium)
- Nördlich der Alpen (Orchesterwerk)
- Ascona (Orchesterwerk)
- Requiem op. 20 (Totenmesse)
- Stadtgestalten (Madrigal)
- Der Klosterjäger (Stummfilmmusik)

Außerdem diverse Instrumental-CDs; Bühnenmusiken, Kunstlieder, Kantaten, Werbespots, Filmmusik, symphonische Blasmusik.